# Google頁面創建器
Google Page Creator是Google实验室在2006年2月23日推出的一个在线网页编辑工具。Google已宣布，该产品已完全转移至Google协作平台。

## 历史
- 2006年2月23日，Google Page Creator公开Beta测试版本发布。
- 2009年12月2日，Google Page Creator網頁全面轉移至Google Sites。

## 特点

螢幕截取與介绍

Google网页上表示这个服务“Create your own web pages, quickly and easily.”（快速、简单地创造属于你自己的网页）。它的特点如下：
- 不需要专业技术知识
- 所见即所得编辑
- 为每个用户免费提供100MB空间
- 提供多种模板
- 可以上传文件
- 支援用HTML建立和修改网页
- 自动儲存

此外同一帳戶可以在已有的網頁空間裡開啟另外四個網頁空間，而這四個網頁空間的網址都是不同的，網頁空間和流量也是獨立計算的。

## 要求
- 使用Google Page Creator需要擁有一個GMail帳戶，並且需使用Internet Explorer6.0或Firefox 1.0以上的浏览器。

## 网页与网站
在2006年2月23日Google公司发布Google Page Creator时表示，其认为网页是拥有自有网址的单一文件，而网站则是使用共有的次域名的网页集合。Google还表示，在Google Page Creator测试的初期，人们只能通过它制作网页，而不能制作网站。

## 竞争和优势
有媒体评论认为Google Page Creator的功能可以与Microsoft Office FrontPage的基本功能相媲美，并且由于是在线免费版本，可能会冲击Microsoft Office FrontPage。
此外Google Page Creator和微软、苹果、Adobe及MySpace等提供的相关在线服务类似，可以说它们存在着竞争关系。而Google Page Creator创建的网页可以在发布数小时内被Google数据库收入，并即刻可以在Google上被搜索到，这可以说是Google Page Creator的一个极大的优势。

## 批評與漏洞
Google Page Creator使用者的網址命名法被指出會讓廣告商容易地搜集網頁主人的電子郵件地址，從而向其大量發放廣告郵件。此外，有使用者批評Google Page Creator不能修改模板和加入CSS及JavaScript，可自訂的項目太少。也有某些使用者在使用Google Page Creator時遇上各種問題，例如：
- 部分使用者指出使用IE 7.0時不能正確載入主頁，可能是由于IE7不支持W3C标准所致；
- 登入時有時會出現「網頁數量已到達極限」的錯誤訊息，Google Page Creator限制使用者的網頁數量不超出100。

## 未来发展
有媒体报道认为，Google Page Creator会与Google此前或即将推出的各种服务形成关联关系，比如和Blogger、Google Base、Picasa，甚至Gmail或Google Talk互相关联，形成一个社会网络服务。